# 堤玲子
堤 玲子（つつみ れいこ、1930年3月29日 - ）は、日本の作家・詩人。本名・浅野孝子、のち渋谷姓。

## 経歴・人物
岡山市の貧家に生まれる。1946年就実高等女学校（現・就実中学校・高等学校）卒。終戦直後には岡山駅前で体を売った。自動車組合に就職後、『近代詩人』同人となる。1951年庭瀬駅売店店員となる。1954年結婚。1957年タムタム芸術集団（のち「総合芸術」）同人となり編集長・北田玲一郎のもとで詩を書く。1965年「石原慎太郎論」を書き話題となる。1967年、貧困と性にまみれた自伝的小説『わが闘争』を刊行、ベストセラーになり、佐久間良子主演・中村登監督で松竹で映画化もされ、岡山でロケも行われた。

## 著書
- 『わが闘争』三一書房、さんいちぶっくす 1967 のち角川文庫
- 『わが妹・娼婦鳥子』三一書房、さんいちぶっくす 1968
- 『美少年狩り』潮出版社、1974
- 『わが闘争宣言』三一書房、1974
- 『修羅の記』白夜書房、1979
- 『わが怨慕唄』三一書房、1988
- 『わが犯罪家族 』三一書房、1988

## 参考
- 「わが闘争」角川文庫版「あとがき」北優「解説」